# 블론디 (개)

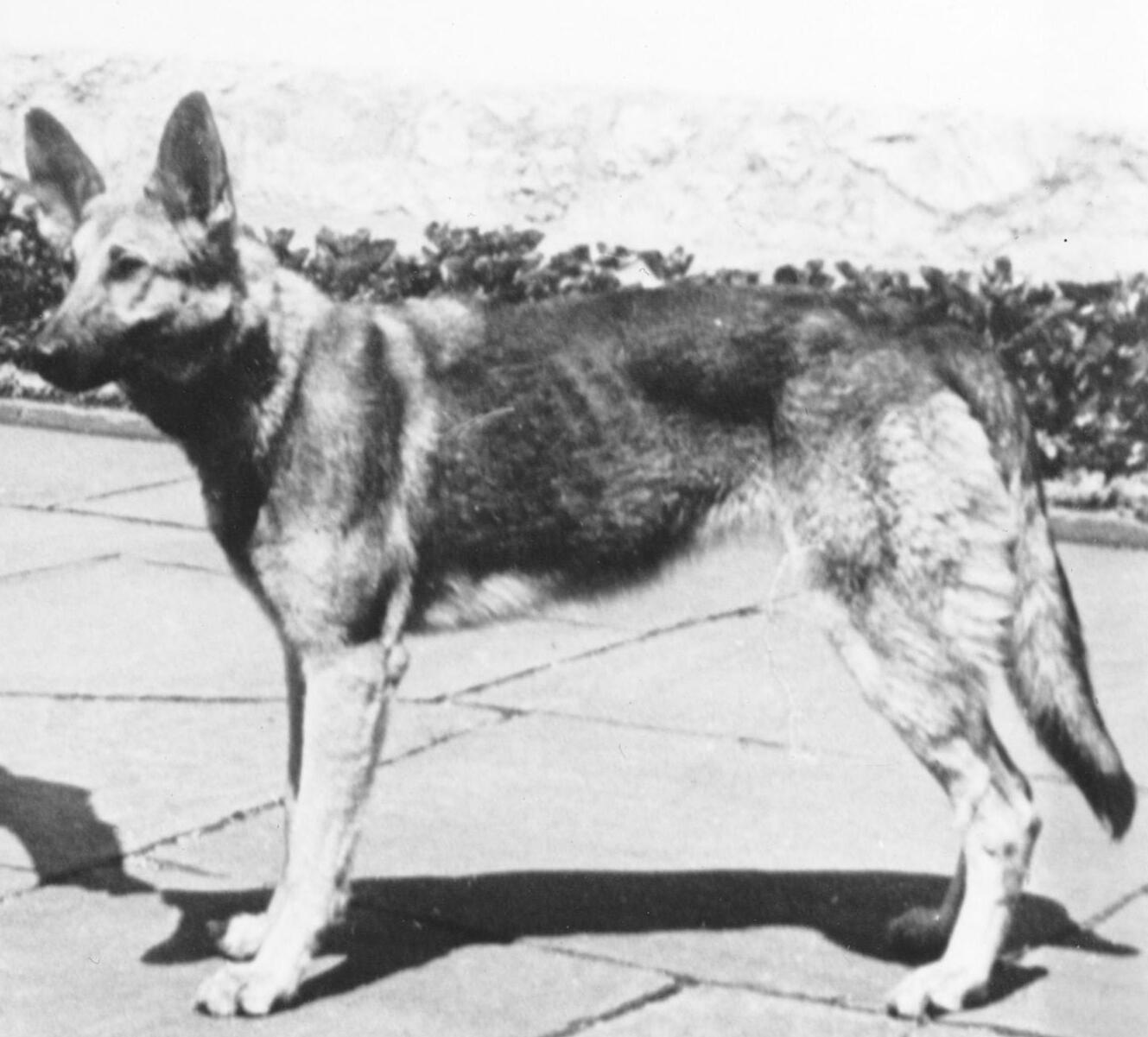
1942년의 블론디.

블론디(독일어: Blondi, 1941년 ~ 1945년 4월 29일)는 아돌프 히틀러의 애완견으로 암컷 저먼 셰퍼드종이다. 1941년 아돌프 히틀러가 마르틴 보어만으로부터 선물로 받았다. 아돌프 히틀러가 자살하기 하루 전인 1945년 4월 29일 아돌프 히틀러의 개 조련사였던 프리츠 토르노프(독일어: Fritz Tornow)로부터 받은 독약 앰플을 먹고 죽었다.